# 鵜飼称斎
鵜飼 称斎（うかい しょうさい、慶安5年8月24日（1652年9月26日） - 享保5年8月18日（1720年9月20日））は、江戸時代前期の儒学者。諱は真泰。字は子権。通称は権平。号は称斎・松嶺。鵜飼石斎の4男。鵜飼錬斎の弟。
京都の出身。父の没後は兄の錬斎に育てられて朱子学や史学を学ぶが、本人はもっぱら後者を好んだ。中国の地歴の書のうち、『資治通鑑』・『地誌通釈』・『釈文辨誤』は全て暗記していたという。天和 3年（1683年）に兄に続いて徳川光圀に招かれて当時江戸にあった彰考館に入り、200石が与えられた。兄の死後、その後を継いで彰考館の総裁に就くように度々推挙されたが、修史撰述の妨げになるとして辞退、女性や趣味、蓄財にも関心がなく、生涯『大日本史』などの修史事業に生涯を捧げた。
墓所は東京都文京区本駒込の龍光寺にある。